# Beqir Valteri
Beqir Valteri (ur. 1890 we wsi Vinjoll, okręg Kurbin, zm. 14 kwietnia 1945 w Tiranie) – albański prawnik i polityk.

## Życiorys
Był synem Bajrama Valteriego. W latach 20. należał do radykalnej organizacji młodzieżowej Bashkimi (Zjednoczenie). 23 lutego 1924 w budynku parlamentu w Tiranie dokonał zamachu na urzędującego premiera Ahmeda Zogu raniąc go dwukrotnie z pistoletu. Motywem zamachu mogła być zemsta za śmierć jednego z krewnych Valteriego zamordowanego przez ochroniarza Zogu. Uwolniony z więzienia po zamachu stanu w czerwcu 1924, zaangażował się w działalność polityczną. Ahmed Zogu wybaczył mu, a nawet sfinansował studia prawnicze we Włoszech. Na emigracji Valteri był związany z antyzogistowską organizacją Bashkimi Kombetar.
W czasie włoskiej okupacji Albanii wstąpił do Albańskiej Partii Faszystowskiej i zasiadał w pro-włoskim parlamencie. Po przejęciu władzy przez komunistów aresztowany i sądzony w procesie pokazowym, który odbył się w Tiranie w dniach 1 marca - 13 kwietnia 1945. Skazany przez Sąd Specjalny na karę śmierci za współpracę z okupantem i rozstrzelany dzień po ogłoszeniu wyroku na przedmieściach Tirany, w rejonie Kodra e Priftit.